# Hames Valley AVA
Hames Valley AVA (anerkannt seit dem 25. März 1994) ist ein Weinbaugebiet im US-Bundesstaat Kalifornien. Das Gebiet liegt im östlichen Teil des Verwaltungsgebiet Monterey County und ist Teil der übergeordneten Central Coast AVA sowie der Monterey AVA. Das Gebiet liegt an den Hängen der Santa Lucia Range am südlichen Ende des Salinas Valley. Der Boden besteht überwiegend aus Schiefer und Lehm. Das Klima ist meist wärmer als innerhalb der Monterey AVA. Neben den klassischen Rebsorten des Bordeaux wie Cabernet Sauvignon und Merlot findet man auch Sorten, die zur Erzeugung des portugiesischen Portwein, wie Tinto Cão und Touriga Nacional, dienen.
Weiter südlich schließen die Herkunftsbezeichnungen Paso Robles AVA und York Mountain AVA an.